# Severna Nemčija
Severna Nemčija (nemško Norddeutschland) je geografsko ne natančno zamejeno območje v Zvezni republiki Nemčiji, za katerega je značilen občutek skupne pripadnosti prebivalstva, ki temelji predvsem na nekdaj skupnem jeziku, zgodovini (Hansa) in podobni mentaliteti.
Najpogostejša definicija severne Nemčije zajema zvezne dežele Bremen, Hamburg, Mecklenburg - Predpomorjansko, Schleswig-Holstein in Spodnjo Saško. Včasih se k temu prišteva še Vestfalijo (del Severnega Porenja - Vestfalije), in/ali severne dele Saške - Anhalta in Brandenburga.
Skupne značilnosti dežel severne Nemčije:
- Površje - območje severne Nemčije je v nasprotju s hribovitimi ali goratimi predeli južne Nemčije, Avstrije in nemškogovoreče Švice skoraj izključno ravninsko (Nemško-poljsko nižavje). Tu je tudi edino območje, kjer Nemci živijo ob morski obali.
- Jezik - na tem območju je nekdaj prevladovala nizka nemščina, danes pa ostajajo nizkonemška narečja. Ena izmed definicij severne Nemčije obsega vsa območja severno od uerdingenske linije (Uerdinger Linie), ki ločuje območja, ki besedo machen izgovarjajo kot [mahen] (južno) od tistih, kjer jo izgovarjajo kot [maken] (severno).
- Hansa - v srednjem veku so večja pristaniška mesta (npr. Hamburg, Bremen, Lübeck) ustanovila to pomorsko zvezo, ki je nadzirala trgovino na območjih Severnega in Baltskega morja ter v celinskem zaledju. Hansa ostaja močan element v zavesti prebivalstva. Hanzeatska gotska arhitektura daje severnonemškim mestom značilen izgled.
- Vera - večina severne Nemčije je zgodaj sprejela reformacijo in v nasprotju s tradicionalno katoliškimi deželami juga (Bavarska, Avstrija) ostaja protestantska.

Izrazi skupne identitete:
- Politična prizadevanja za združevanje severnih zveznih dežel v t. i. Severno deželo (Nordstaat).
- Javna radiotelevizija Norddeutscher Rundfunk (NDR) pokriva celotno območje severne Nemčije (razen Bremna).
- V sistemu nogometnih lig dežele severne Nemčije skupaj s preostalimi deli bivše Vzhodne Nemčije sestavljajo severno regionalno ligo (Regionalliga Nord).